# Зброя нелетальної дії
Зброя нелетальної дії — зброя, яка при звичайному застосуванні не повинна призводити до загибелі або серйозних травм в живій силі супротивника, проти якого вона застосовується. Основна мета використання такої зброї — нейтралізація, а не ураження живої сили противника; збиток здоров'ю і фізичному стану людей при цьому повинен бути зведений до мінімуму. Також зброя нелетальної дії може застосовуватися для виведення з ладу техніки і озброєння, наприклад, безпілотних літальних апаратів, позбавлення рухомості автотранспорту тощо.
До даної категорії відноситься обширний комплекс механічних, хімічних, електричних і світлозвукових пристроїв, що використовуються правоохоронними органами і спецслужбами для надання психофізичного, травматичного і стримуючого впливу на правопорушника, тимчасового виведення його з ладу, а також армійським спецназом — для захоплення противника живим.
Як правило, спецзасоби використовуються правоохоронними органами для затримання правопорушників, припинення з їхнього боку активного опору, звільнення заручників, припинення і ліквідації групових хуліганських проявів та масових заворушень.